# Аарно Юрьйо-Коскінен
Аарно Юрьйо-Коскінен (фін. Aarno Yrjö-Koskinen; 9 грудня 1885, Гельсінкі, Велике князівство Фінляндське — 8 червня 1951, Гельсінкі, Фінляндія) — фінський політичний діяч та дипломат.
1915 року Аарно Юр'є-Коскінен закінчив юридичний факультет Імператорського Олександрівського університету. Після здобуття Фінляндією незалежності у 1917 році почав працювати у Міністерстві закордонних справ.
З 1 січня 1931 по 8 квітня 1940 працював послом Фінляндії в СРСР. З 21 березня 1931 року до 14 грудня 1932 року був міністром закордонних справ. Ним було підписано 21 січня 1932 року радянсько-фінський договір про ненапад.
З початком у листопаді 1939 року радянсько-фінської війни він став послом Фінляндії в Туреччині і пробув там до 1950 року. В останній рік життя працював у Гаазі, помер у Гельсінкі.